# Atletica leggera ai Giochi della II Olimpiade - Salto in alto da fermo
La gara del salto in alto da fermo dei Giochi della II Olimpiade si tenne il 16 luglio 1900 a Parigi, in occasione dei secondi Giochi olimpici dell'era moderna.

## Risultati

### Finale
Ore 14,45.
| Pos.    | Nazione     | Atleta        | Età | Misura  |
| ------- | ----------- | ------------- | --- | ------- |
| Oro     | Stati Uniti | Ray Ewry      | 27  | 1,655 m |
| Argento | Stati Uniti | Irving Baxter | 24  | 1,525 m |
| Bronzo  | Stati Uniti | Lewis Sheldon | 26  | 1,500 m |